# 国際救急医学連盟
国際救急医学連盟（こくさいきゅうきゅういがくれんめい、英語: International Federation for Emergency Medicine、略称：IFEM）は、イギリス、オーストラリア、カナダ、アメリカの救急医による学術集会より発展した国際医学連盟で、2年毎に国際救急医学カンファレンス（ICEM）を開催している。
本学会は、前述のイギリス、オーストラリア、カナダ、アメリカの救急医により発足した、国際救急医学カンファレンス International Conference on Emergency Medicine （略称：ICEM）が先行している。ICEMの第1回が1986年にロンドン（イギリス）、第2回が1988年にブリスベン（オーストラリア）で開催された一年後の1989年に国際救急医学連盟としての最初の会合が開催された。1991年に発足時よりの4か国の救急医学会を創設メンバーとしてIFEMの憲章などが定められた。その後、加盟国は増加し50の国と地域が加盟している。

## 学術集会の開催
学術集会は、International Conference on Emergency Medicine （略称：ICEM）として開催されており、2010年6月9日-12日には、創設時のメンバーである4か国以外で初めて第13回ICEMが、シンガポールで開催された。第14回は2012年にダブリン（アイルランド）で開催された。今後、第15回は2014年に香港、第16回は2016年にケープタウン（南アフリカ）で開催が決定している。